# Macroglossum schnitzleri
Macroglossum schnitzleri là một loài bướm đêm thuộc họ Sphingidae, chi Macroglossum.